# Дидахе
«Дидахе́» (от др.-греч. διδαχή — «учение»), также «Уче́ние Го́спода че́рез двена́дцать апо́столов язы́чникам» (Διδαχὴ Κυρίου διὰ τῶν δώδεκα ἀποστόλων τοῖς ἔθνεσιν) — наиболее ранний из известных (конец I — начало II веков) памятников христианской письменности катехизического характера. Также памятник церковного права и христианского богослужения.
В ранней Церкви имел широкую известность. Климент Александрийский причислял его к книгам Священного Писания Нового Завета, не сомневаясь в апостольском авторстве произведения.
Долгое время считали утерянным. Обнаружен в библиотеке Свято-Гробского подворья Иерусалимского патриархата в Константинополе митрополитом никомедийским Филофеем Вриеннием в 1873 году, издан им же с предисловием и примечаниями в 1883 году. В полном виде известен лишь в одной греческой рукописи, датированной 1056 годом, которую с 1887 года хранят в библиотеке Иерусалимского патриархата.

## Состав
Дидахе, анализируя текст исторически, делят на 2 части: главы 1—6 и главы 7—16. Однако, анализируя текст, возможно выделить 4 части:
1. Нравоучительная часть (главы 1—6) содержит нравственные заповеди учения о «двух путях»[6].
2. Литургическая часть (главы 7—10) посвящена вопросам церковной жизни (крещение, пост, молитва, Агапа и Евхаристия, правила об апостолах и епископах, также коптская версия Дидахе[3] содержит главу 10б о миро). Отделение первой части от второй видно во фразе «сообщив наперёд всё это, крестите» (Дидахе 7.1).
3. Дисциплинарная часть (главы 11—15) — о проповеди. Отделение второй части от третьей видно во фразе «если кто, придя к вам, станет учить всему тому, что сказано прежде, примите его» (Дидахе 11.1).
4. Эсхатологическая часть (глава 16) представляет собой краткий апокалипсис (наподобие завершающей Новый Завет книги Откровение).

## Происхождение и датировка
На сегодняшний день в научном сообществе существует достаточно обширный спектр мнений относительно времени и обстоятельств происхождения Дидахе, однако большинство исследователей относит его ко второй половине или концу I века. Такая точка зрения — вполне обоснована, ввиду того, что Дидахе упоминает Климент Римский. О Дидахе упоминают также в трудах Евсевия и Иеронима Стридонского. Некоторые специалисты относят происхождение Дидахе ко II веку н. э., хотя документ, содержащий текст Дидахе, датированный II веком, до сих пор не найден.

## Издание
- «Учение двенадцати апостолов». (ΔΙΔΑΧΗ TΩΗ ΔΩΔΕΚΑ ΑΠOΣΤOΛΩΝ). Новооткрытый памятник древней церковной литературы в переводе с греческого, с введением и примечаниями. / К. Попов. - Киев : Тип. Г.Т. Корчак-Новицкого, 1884. - [4], 40 с.
- «Учение двенадцати апостолов» / Пер. и коммент.: А. Сидоров [прил.: Сидоров А. И. «Дидахе»: Вероучительный и литургическо-канонический памятник первохристианской эпохи] // Символ. — П., 1993. Вып. 29. Сент. — С. 275—317.
- «Дидахе или Учение двенадцати апостолов» // Новозаветные апокрифы. — СПб. Амфора, 2016. — С. 355—364, 413.